# Ungoliant
Ungoliant est un personnage du légendaire de l'écrivain britannique J. R. R. Tolkien, ayant la forme d'une araignée géante. Elle est mentionnée dans le deuxième tome du Seigneur des anneaux : Les Deux Tours, publié en 1954, et apparaît dans la Quenta Silmarillion, partie principale du Silmarillion, œuvre publiée à titre posthume en 1977.

## Histoire
Il est dit que les Eldar ignorent son origine et sa nature. Sous la forme d'une gigantesque araignée, Ungoliant vit en Avathar, au sud de Valinor, dévorant toute la lumière qui passe à sa portée.
Melkor l'approche après avoir dû fuir Valinor, ses mensonges dévoilés et ses plans maléfiques percés à jour. Là, il lui promet tout ce qu'elle désire si elle accepte de l'aider dans ses desseins contre les Valar. D'abord craintive, Ungoliant accepte. Drapés dans un « manteau de ténèbres », ils se rendent sur la colline d'Ezellohar, au cœur de Valinor, et tuent les Deux Arbres, l'unique source de lumière du monde :

« Alors la Lumière Noire d'Ungoliant s'étendit jusqu'à noyer les racines des Arbres et Melkor s'élança sur la colline. D'un coup de sa lance de ténèbres, il blessa chaque arbre jusqu'au cœur d'une plaie béante et la sève se mit à couler comme du sang et se répandit sur le sol. Ungoliant alors aspira la sève et vint coller son bec noir sur les blessures jusqu'à ce qu'elles fussent exsangues. Puis le poison mortel qui courait dans ses veines vint envahir les Arbres et dessécha les racines, les branches et les feuilles, et ils moururent. »

— J. R. R. Tolkien, Le Silmarillion
Melkor et Ungoliant se dirigent alors vers Formenos, la forteresse de Fëanor. Tous fuient devant eux, sauf Finwë, le roi des Noldor, que Melkor tue. Les deux comparses se partagent les joyaux amassés à Formenos, Ungoliant les dévorant pour satisfaire sa faim et Melkor s'emparant des Silmarils. Ils poursuivent leur route vers le nord, traversent le détroit de l'Helcaraxë et arrivent dans le nord de la Terre du Milieu. Advient alors la « querelle des Voleurs » : Ungoliant, devenue bien plus puissante que Melkor, exige qu'il lui cède sa part des pierres précieuses de Formenos, ce qu'il fait à contre-cœur ; mais il lui refuse les Silmarils. Englouti par les toiles de l'araignée, Melkor pousse un cri terrible dont l'écho atteint les profondeurs d'Angband, une de ses anciennes forteresses. Les Balrogs qui s'y trouvent encore terrés, répondant à l'appel de leur maître, se ruent à son secours, faisant fuir Ungoliant.
Elle élit domicile en Ered Gorgoroth, qui devient un lieu de terreur et de désolation. Là, elle s'accouple à d'autres araignées pour les dévorer ensuite, donnant naissance à une progéniture infâme. Son destin final est inconnu :

« Aucun récit ne parle du sort d'Ungoliant. Certains disent que c'est là qu'elle termina ses jours il y a bien longtemps, quand sa faim inextinguible la poussa à se dévorer elle-même. »

— J. R. R. Tolkien, Le Silmarillion

## Adaptations et héritages
Les récits du « Silmarillion » n'ont pas été adaptés à la radio, la télévision ou le cinéma. Ungoliant a néanmoins inspiré les dessinateurs, comme John Howe ou Ted Nasmith.
Arachne, araignée géante qui garde le col de Cirith Ungol en Mordor et qui apparaît dans Le Retour du roi, est l'une de ses descendantes.
Dans le premier volet de la trilogie Le Hobbit : Un voyage inattendu de Peter Jackson, Radagast le Brun affirme que les araignées géantes, qui ont envahi Vertbois depuis Dol Guldur, sont les descendantes d'Ungoliant.
Le groupe irlandais Cruachan a fait une chanson intitulée « Ungoliant » dans son album The Morrigan Call.
La chanson Into the Storm de l'album concept Nightfall in Middle-Earth du groupe Blind Guardian traite de la convoitise d'Ungoliant pour les Silmarils.
Ungoliant est le nom porté par un boss du MMORPG coréen Ragnarök.